# Lưu Túc (Lê sơ)
Lưu Túc là một thượng thư thời Lê sơ, đỗ tiến sĩ vào đời vua Lê Thánh Tông.

## Thân thế
Lưu Túc là người Phúc Thai, huyện Bạch Hạc (Phú Thọ).

## Sự nghiệp
Ông đỗ đồng tiến sĩ khoa Đinh Mùi niên hiệu Hồng Đức năm 1487. Lưu Túc làm quan đến chức thượng thư. Khi nhà Mạc giành ngôi nhà Lê, ông không chịu theo.

## Nhận định
Lưu Túc được đánh giá là có tiết nghĩa do không chịu theo nhà Mạc. Trong Lịch triều hiến chương loại chí, Phan Huy Chú có viết một mục về ông tại phần "Bề tôi tiết nghĩa" (quyển 12).